# Escola Professional de la Dona
L'Escola Professional de la Dona o Escola de la Dona és una institució educativa fundada per la Diputació de Barcelona el 1883 al carrer de la Pietat de Barcelona per garantir la formació integral de les dones i afavorir el seu desenvolupament personal, la participació activa com a ciutadanes i la seva promoció professional. L'escola està situada al carrer Sant Pere Més Baix 7, de Barcelona, a l'espai Francesca Bonnemaison. s'hi fan cursos d'art, cuina i nutrició, moda, llengües, comunicació i expressió, gestió, tecnologia, cultura i humanitats.